# Мостович Прокіп
Прокіп Мостович (16 липня 1867, с. Шманьківці — 26 травня 1937, м. Коломия) — український педагог, мовознавець, директор Коломийської української гімназії.

## Життєпис
Народжений 16 липня 1867 року в селі Шманьківцях (нині Чортківського району).
Викладав у гімназії у Станиславові. У 1904 році розпочав вчительську працю в Коломийській українській гімназії. Був другим за ліком директором цього навчального закладу протягом 1917-1927 років.
Помер 26 травня 1937 р. в Коломиї після нещасного випадку з велосипедом. Похований 29 травня.

## Вшанування
Іменем Прокопа Мостовича названо одну із вулиць в Коломиї.